# Жук (ИРМ)
ИРМ «Жук» (от Инженерная Разведывательная Машина) — советская военная машина, предназначенная для проведения инженерной разведки местности.

## Описание конструкции

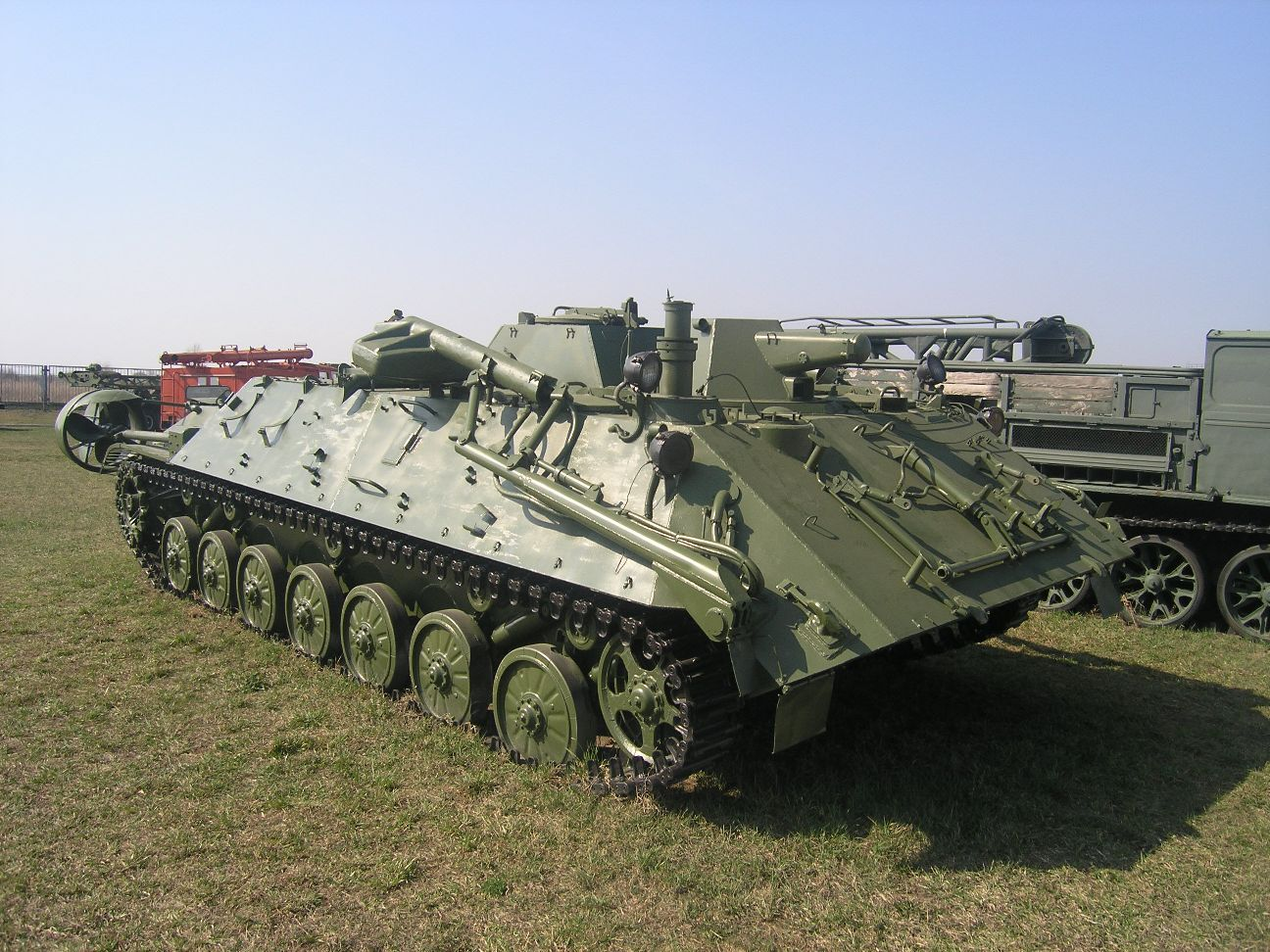
ИРМ в Техническом музее Тольятти

Экипаж машины состоит из трёх человек: механика-водителя, стрелка-радиста и командира. Также имеется десантный отсек для сапёрного отделения, вмещающий до 6 человек.

### Броневой корпус и башня
Машина создана на базе боевых машин пехоты БМП-1 и БМП-2. Корпус представляет собой сварную конструкцию из броневой стали. На крыше расположены три люка для выхода экипажа. В днище машины имеется дополнительный люк.

### Вооружение
В качестве основного вооружения используется 7,62-мм пулемёт ПКТ, боекомплект составляет 1000 патронов.

### Средства наблюдения и связи
Для связи в ИРМ используется два комплекта радиостанций Р-123.
Для наблюдения за местностью и выполнения боевых задач ИРМ оборудована следующими средствами наблюдения:
1. Прибор ночных работ ПНР;
2. Артиллерийская буссоль ПАБ-2М;
3. Дальномер сапёрный ДСП-30;
4. Прибор инженерной фоторазведки ПИФ;
5. Перископ большого увеличения ПБУ;
6. Прибор наблюдения ПИР-451.

### Специальное оборудование
Для действия на заражённой местности в машине имеется фильтро-вентиляционная установка. Для работы в условиях ядерного заражения в ИРМ «Жук» установлен радиометр-рентгенометр ДП-3Б. При работе в условиях химического заражения используется прибор ВПХР для определения отравляющих веществ.
Для разведки с минных полей ИРМ оснащена миноискателем РШМ. Элементы миноискателя расположены перед машиной. Кроме встроенного, имеются два ручных миноискателя ИМП и водолазный миноискатель МИВ.
Кроме всего прочего для выполнения боевых задач ИРМ имеет комплекс средств, в состав которых входят:
1. Комплект разминирования КР-И;
2. 15 кг тротиловых шашек;
3. 1 аккумуляторный фонарь;
4. Эхолот (Малогабаритный инженерный гидролокатор ИГ-1М );
5. 6 фонарей П2М;
6. Измеритель скорости течения;
7. Ручной пенетрометр РП-2;
8. Две катушки сапёрного провода СПП-2;
9. Комплект светящих створных знаков;
10. Подрывная машинка КПМ-1;
11. Линейный мост ЛМ-48;
12. 2 сумки минёра-подрывника СМП;
13. Омметр М-57.

### Двигатель и трансмиссия
Машина оборудована дизельным двигателем УТД-20, мощностью 300 л.с.

## Модификации
- ИРМ-РХ — модификация с установкой газосигнализатора ГСП[2].

## Служба и боевое применение

### Организационная структура

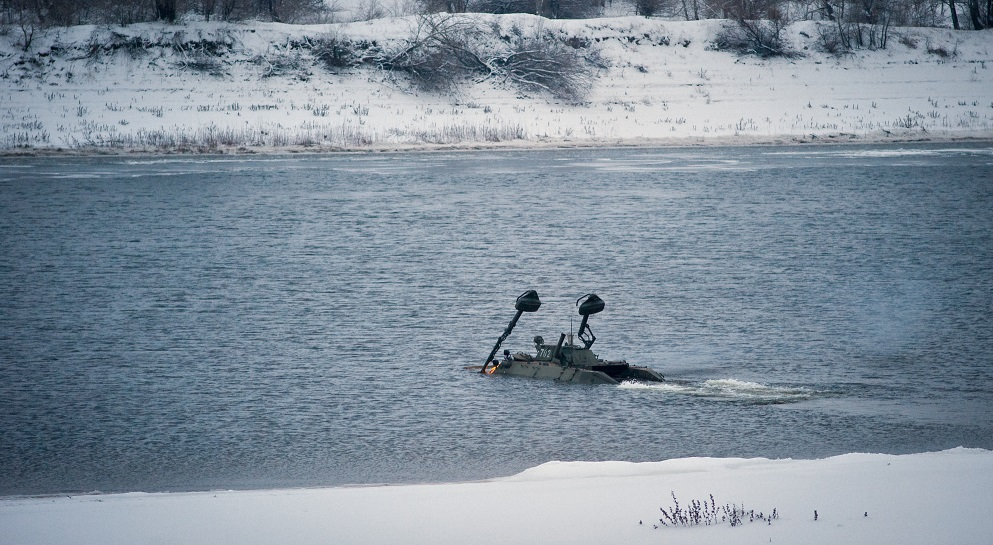
ИРМ «Жук» из состава 187-го Псковского ордена Красной Звезды межвидового учебного центра инженерных войск
(г. Волжский)

1. 56-й инженерно-сапёрный Александрийский Краснознамённый полк ордена Суворова (56 исп)[5]
2. 214-я инженерно-сапёрная бригада (214 исп)[5]
3. в/ч 11105 — 7023-я гвардейская Брестско-Берлинская Краснознамённая база хранения и ремонта военной техники орденов Суворова и Кутузова (7023 БХиРВТ)[5]
4. в/ч 18437 — 140-й отдельный гвардейский инженерно-сапёрный Кингисеппский Краснознамённый ордена Александра Невского полк (140 оисп)[5]
5. в/ч 30763 — 14-я отдельная гвардейская Барановическая Краснознамённая ордена Красной Звезды инженерная бригада (14 оибр)[5]
6. 45-я отдельная гвардейская инженерная бригада
7. в/ч 73420, СКВО — учебный центр, г. Волжский
8. в/ч 74814, ЮВО — 205-я отдельная мотострелковая казачья бригада, Инженерно-сапёрный батальон, отдельный взвод инженерной разведки
9. в/ч 45445 — 28-я отдельная понтонно-мостовая бригада[6]